# Flechette
Flechette este o companie independentă de producție TV și film. Compania are sediul central în Glasgow, Marea Britanie și este condusă de românca Ioana Joca și producătorul / regizorul irlandez Garfield Kennedy. Acesta din urmă a produs pentru televiziunea PBS / WGBH din Boston, Massachusetts, documentarul NOVA: De ce au căzut Turnurile-Gemene - care în 2002 a primit reputatul premiu Emmy acordat de Academia Națională de Televiziune pentru Artă și Știință.
Flechette a produs o serie de filme de ficțiune dintre care Bye-Child, scris și regizat de celebrul scriitor Bernard MacLaverty. Filmul a avut ca punct de inspirație poemul omonim al nu mai puțin celebrului scriitor irlandez și laureat al Premiului Nobel pentru Literatură Seamus Heaney. În 2004, Bye-Child câștigă BAFTA (Premiile Academiei Britanice pentru Film și Televiziune) prin persoana lui MacLaverty nominalizat ca cel mai bun regizor debutant. 
Flechette desfășoară o activitate intensă cu România, activitate dată de colaborarea permanentă cu regizoarea Ioana Joca. Joca și filmul ei de debut Bunicii a fost nominalizată în noiembrie 2005 la două premii BAFTA la categoriile cel mai bun regizor debutant și cea mai bună operă de debut. Bunicii spune povestea personală a bunicilor autoarei care îi descrie ca reprezentanți ai ultimei generații de țărani veritabili din România.
Flechette este un punct de referință forte atunci când vine vorba de documentare despre zborurile în balon ale antreprenorului britanic Sir Richard Branson și ale aventurierului și inginerului aeronautic de origine suedeză Per Lindstrand. În 1999, Flechette a filmat prima circumnavigație în jurul lumii într-un balon Roziere. Zborul a fost condus de pshihiatrul elvețian Bertrand Piccard și englezul Brian Jones, pilotul balonului. Balonul numit Breitling Orbiter 3 a zburat peste coasta Mauritaniei executând un zbor care a durat 19 zile, 21 ore și 55 minute. 
Nu în ultimul rând, compania Flechette conduce o serie de coproducții cu compania texană de producție film Raygun Films Inc. Coproducțiile implică filme realizate atât în SUA cât și în Scoția și destinate marelui ecran. 